# آمریکایی های آفریقایی تبار در کالیفرنیا
کالیفرنیایی‌های آفریقایی آمریکایی یا سیاه کالیفرنیایی ساکنان ایالت کالیفرنیا هستند که اجداد آفریقایی دارند. بر اساس برآوردهای اداره سرشماری ایالات متحده در سال ۲۰۱۹، افرادی که فقط به عنوان آمریکایی آفریقایی‌تبار یا سیاهپوست شناسایی شده‌اند، ۵٫۸٪ یا ۲۲۸۲۱۴۴ ساکن کالیفرنیا را تشکیل می‌دهند. با احتساب ۱٫۲ درصد دیگر که اجداد جزئی آفریقایی داشتند، این رقم ۷٫۰ درصد (۲٫۸ میلیون نفر) بود. از سال ۲۰۲۱، کالیفرنیا دارای بیشترین جمعیت چند نژادی آفریقایی آمریکایی از نظر تعداد در ایالات متحده است. آمریکایی‌های آفریقایی‌تبار پس از اسپانیایی‌ها، سفیدپوستان و آسیایی‌ها چهارمین گروه قومی بزرگ در کالیفرنیا هستند. تعداد آسیایی‌ها در دهه ۱۹۸۰ از آمریکایی‌های آفریقایی‌تبار بیشتر بود.
جامعه سیاه‌پوستان در شهرستان‌های آلامدا، کنترا کوستا، سانفرانسیسکو و سولانو در منطقه خلیج سانفرانسیسکو، شهرستان ساکرامنتو و شهرستان سن خواکین رایج است. در جنوب کالیفرنیا، جمعیت در شهرستان لس آنجلس، شهرستان سن برناردینو و شهرستان سن دیگو متمرکز است.